# Landgericht Burbach
Das Landgericht Burbach war von 1839 bis 1848 ein preußisches Land- und Stadtgericht mit Sitz in Burbach.

## Geschichte
Das Landgericht Burbach entstand zum 1. Januar 1839 aus dem aufgelösten Justizamt Burbach und Justizamt Neunkirchen. Sein Sprengel war mit dem der beiden aufgelösten Justizämter identisch. Der Name „Landgericht“ bedeutet, dass es im Sprengel dieses Gerichts keine Stadt gab. Im Sprengel lebten anfangs 7224 Gerichtseingesessene. Am Gericht war ein Landrichter, ein Assessor, ein Ingrossator und drei nicht-richterliche Mitarbeiter beschäftigt. Das Gericht war dem Oberlandesgericht Arnsberg zugeordnet.
Das Landgericht Burbach war ein Gericht 2. Klasse, da nur zwei Richterstellen bestanden. Erst ab drei Richtern konnte eine Spruchkammer gebildet werden. Daher wurde das Landgericht Burbach 1848 in eine Gerichtskommission Burbach des Land- und Stadtgerichts Siegen umgewandelt.
Nach der Märzrevolution wurden in Preußen die Patrimonialgerichte abgeschafft und einheitlich Kreisgerichte geschaffen. Die Gerichtskommission Burbach wurde als Gerichtskommission Burbach des Kreisgerichts Siegen im Bezirk des Appellationsgerichts Arnsberg fortgeführt.